# Clytrasoma
Clytrasoma là một chi bọ cánh cứng trong họ Chrysomelidae.
Chi này được Jacoby miêu tả khoa học năm 1908.

## Các loài
Các loài trong chi này gồm:
- Clytrasoma bistripunctata Medvedev, 1999
- Clytrasoma brivioi Takizawa, 1990
- Clytrasoma celebensis Medvedev, 1999
- Clytrasoma laysi Medvedev, 2002
- Clytrasoma mohamedsaidi Medvedev, 1999